# ФК Херцеговац Билећа
ФК Херцеговац је фудбалски клуб из Билеће, Република Српска, БиХ. ФК Херцеговац се такмичи у Регионалној лиги Републике Српске у фудбалу група „Југ“, где је у сезони 2013/14. заузео 2 мјесто.

## Успјеси
- Регионална лига Републике Српске у фудбалу — Југ 2010/11. (4. мјесто)

## Омладински погон
У саставу клуба је активан кадетски и пионирски тим. Кадетски тим се такмичи у фудбалској лиги Републике Српске за кадете група „Југ“, а пионирски у фудбалској лиги Републике Српске за пионире група „Југ“. 

## Историја
Фудбалски клуб (ФК) "Херцеговац" основан је 1935. године. Оснивачи клуба су били Миро Попара и Халид Чомић, који су приликом формирања клуба имали подршку од КМЈ. Клуб је углавном окупљао напредне омалдинце и старије из града и околине, и због тога је "Херцеговац" једно вријеме био забрањен. После ослобођења 1945. године обнавља се рад клуба. Име му је било дато по народном хероју и основачу из 1935. године Мири Попари, када га мијења поново у "Херцеговац".
Године 1952. Обласна фудбалска лига Херцеговине промјенила је у Подсавезну лигу, и у тој сезони 1952/53. године "Херцеговац" је освојио треће мјесто, иза требињског "Леотара" и "Борца" из Чапљине. "Херцеговац" је 1963/64. године постао првак Подсавезне лиге и пласирао се у Херцеговачку зону. Дрес "Херцеговца" у вишем рангу 1964/65. године бранили су: Неџад Капиџић, Нуко Капиџић, Новица Табаковић, Љубо Рајковић, Муниб Мујачић, Але Исовић, Жарко Дамјановић, Славко Самарџић, Милан Самарџић, Мијодраг Дунђеровић, Сауд Јагањац, Феко Јагањац, Гојко Пекић, Лазар Анђелковић, Дојчило Ђурић, Енвер Меџанић, Кемо Чамо, Цвијовић... та сезона завршена је на деветом мјесту.
Почетком седамдесетих година "Херцеговац" је био на прагу Друге савезне лиге Југославије, група "Југ", јер је најбоља екипа из Херцеговачке зоне имала право преласка у виши ранг. У сезони 1970/71. године само један бод дијелио је "Херцеговца" од пласмана на југословенску сцену, али су заузели друго мјесто иза "Локомотиве" из Мостара. Вицешампионску титулу освојили су: Боро Пешић, Ратко Денда, Мишо Вукоје, Славко Самарџић, Момчило Вукоје, Стипе Милић, Милан Самарџић, Месуд Јагањац, Неџад Селимовић, Новица Табаковић, Драгиша Салатић... док је тренер био Раде Поповић.
Седамдесетих година "Херцеговац" је углавном био члан Херцеговачке Зоне, а у том периоду играли су: Н. Селимовић, Д. Петковић, С. Милић, Ђ. Јововић, Д. Тркља, В. Самарџић, С. Авдић, Р. Бјелица, Н. Капуџић, З. Бодирога, М. Витковић, Д. Вучинић.
Од сезоне 1995/96. године "Херцеговац" се такмичио у Другој лиги Републике Српске, гдје је био један од најстандарнијих екипа у лиги.
Свој највећи клупски успјех "Херцеговац" је остварио 2003/04. године у Другој лиги група "Југ" када је постао шампион и тиме стекао право играња у друштву најбољих.
Међутим у Првој лиги задржао се само једну годину када је заузео посљедње мјесто и испао 2004/05. године.
Наредне три сезоне "Херцеговац" је играо у Другој лиги, да би реорганизацијом морао да се пресели у нижи ранг 2008. године, али је 2008/09. године постао првак Регионалне лиге група "Југ" и вратио се међу друголигаше, па нажалост поново испао. Сада се клуб такмичи у Регионалној лиги група "Југ".
Посебна улога "Херцеговца" је у деценијама дугом и успјешном раду на његовоњу масовне културе јер традиционално окупља младе играче кроз своју школу фудбала. Млађе селекције "Херцеговца" зато су на такмичењима у својој узрасној групи међу најбољима у Републици Српској.
"Херцеговац" се наручито поноси чињеницом да је угостио бројне велике клубове са бивших југословенских простора а најдражи гост је била "Црвена Звезда" која је у Билећи гостовала чак пет пута.

## Навијачи
Навијачка група спортског друштва Херцеговац, односно ФК Херцеговац и КК Херцеговац се називају „Џукеле“ или „Џукеле Билећа“.
Пошто је Фудбалски клуб "Херцеговац" први основан у Билећи се управо на његовим утакмицама могло видјети прво навијање.
ФК "Херцеговац" је имао најватреније навијаче који су будно пратили шта се догађа у клубу, путовали са својим љубимцима, радовали се сваком успјеху и туговали за изгубљеним утакмицама.
У историји клуба остало је упамћено незаборавно навијање најватренијих навијача у прољеће 1970. године на утакмици против Игмана из Коњица у Билећи (1:2). Таква навијања су била честа појава у вријеме 1969/1970. год. када се Херцеговац борио за улазак у Другу југословенску лигу. Памти се навијање 1973. год. када је Херцеговац у Билећи побиједио Локомотиву резултатом 2:1, а свакако се не може заборавити ни бодрење у квалификацијама за улазак у Регионалну лигу 1984. год. у чувеном двомечу са АПРОМ из Мостара.
У новијој историји клуба, тј. избијањем грађанског рата на просторима бивше БиХ навијачи су дали свој пуни допринос у стварању "Новог" Херцеговца. Први Куп Републике Српске у фудбалу 1993. године, за њих је био догађај од посебног значаја. "Хео" је у првом колу избацио Вележ из Невесиња, а у првој утакмици другог кола побједио Сутјеску из Србиња резултатом 2:0. На узвратну утакмицу у Србиње свако ко није био на ратишту, а ко се задесио у граду хтио је да иде. Свима који су путовали, остала је у сјећању та незаборавна вожња Алексе Стајића и пораз Херцеговца након извођења једанаестераца. У аутобусу се, на путу до Србиња осим играча тискало преко 100 навијача. Вођа навијача тих ратних година био је Станиша Вујовић.
У првој послератној години навијачи Херцеговца достижу свој зенит и дају себи име "ЏУКЕЛЕ". Са "Хеовом" заставом у руци и порукама подршке "Џукеле" су бодриле свој клуб ма гдје и ма у ком мјесту играо. Истакнуту улогу у организованом навијању као и давању имена навијачкој групи имали су: Коста и Владо Чубрило, Зоко и Мићо Леро, Дадо Кожухар, Тихо Братић, Душко Бекан, Дарко Јефтовић, Његош Дунђеровић, Рајо Роган, Пеко Милошевић, Владимир Мачковић и др. Мало је ко у то вријеме на просторима Републике Српске имао тако вјерне навијаче. Они су заиста живјели за свој клуб, а веза између клуба, навијача и играча је очврснула. Иако су, као навијачка група настали у фудбалском спорту "Џукеле" су бодриле све билећке клубове у чијем имену се помиње ријеч Херцеговац.
Највише у памћењу "Џукеле" су остале на кошаркашким утакмицама. Почетком 21. вијека Џукеле су биле незаобилазан фактор на кошаркашким утакмицама КК Херцеговац у Билећи. А у памћењу навијше су остале утакмице Прве заједничке Премијер лиге БиХ одигране 2002. године.
У оквиру првог кола Херцеговац је у дупке пуној спортској дворани у Билећи савладао екипу Бротња из Читлука резултатом 78:77. Те сезоне сви су били одушевљени навијањем у Билећи. А поред утакмице са Бротњом посебно у памћењу остала је утакмица 12.кола против Челика из Зенице (76:83). На тој утакмици "Џукеле" су направиле феноменалну атмосферу, што се може видјети и на сликама.
Млађе генерације посљедњих година су неколико пута кроз навијачку групу "Џукеле Билећа" кад је било најпотребније бодриле своје љубимце. Ипак, током тих година ни у једном тренутку "Џукеле" нису засијела правим сјајем као некад.